# Upplands runinskrifter Fv1979;243B
Upplands runinskrifter Fv1979;243B är ett vikingatida runstensfragment av sandsten i Husby-Sjuhundra kyrka, Husby-Sjuhundra socken och Norrtälje kommun. Fragmentet är 40 gånger 20 centimeter stort och 10,5 centimeter tjockt. Stenen hittades på 1940-talet och förvaras i Husby-Sjuhundra kyrka.

## Inskriften
Translitterering av runraden:
... (k)unuata- ...
Normalisering till runsvenska:
... Gunnhvata[ʀ] ...
Översättning till nusvenska:
... Gunnvats ...